# Cheetah (robot)
Pour les articles homonymes, voir Cheetah.
Cheetah (mot anglais pour guépard) est un robot quadrupède développé aux États-Unis d'Amérique par Boston Dynamics pour le compte de la DARPA.
En 2012, il est le robot à quatre pattes le plus rapide sur terre et arrive à atteindre les 29 km/h sur un tapis roulant en vitesse de croisière avec des pointes à 45,5 km/h ce qui a permis à la presse de comparer ce robot à Usain Bolt dont il a battu le record (contre 44km/h pour le champion sur une vingtaine de mètres).
Le DARPA pour qui est développé ce robot travaille pour l’armée américaine et le robot Cheetah ne fait pour le moment que tester une partie de ses capacités.
Ce robot atteint cette vitesse grâce à la flexibilité de sa colonne vertébrale artificielle à la manière d'un guépard (d'où son nom).
Ce robot est alimenté par un dispositif extérieur, mais d'autres essais sont prévus pour le rendre autonome. Ce robot est le résultat du projet M3 (Maximum Mobility and Manipulation).
Les expériences collatérales du DARPA concernant l'aboutissement de ce projet sont les robots BigDog et PetMan ; l'idée étant de permettre à l’armée américaine de remplacer un jour toutes ses troupes par des robots.
Les chercheurs pensent que plus tard Cheetah atteindra les 80 km/h.